# Grafmonument van de bezitters van Onsenoort en Nieuwkuijk
Het grafmonument van de bezitters van Onsenoort en Nieuwkuijk is een monument op het kerkhof in de Nederlandse plaats Nieuwkuijk.

## Achtergrond
De heerlijkheden Onsenoort en Nieuwkuijk kwamen in 1743 door koop in handen van de familie Half-Wassenaer, zij bewoonde kasteel Onsenoort. Jkvr. Julie Maria Clara Half-Wassenaer (1807-1892) was de laatste telg van dit geslacht en vrouwe van beide heerlijkheden. Door haar huwelijk met jhr. mr. Leopoldus Josephus Antonius Arnoldus de la Court (1795-1865) vererfde het bezit in de familie De la Court. Aan de voorzijde van het grafmonument zijn de wapens van beide geslachten afgebeeld.
Het grafmonument van de bezitters van Onsenoort en Nieuwkuijk is geplaatst op het kerkhof achter de 19e-eeuwse Johannes de Doperkerk in Nieuwkuijk. Hier zijn ook het grafmonument van de familie Van der Aa en het grafmonument van J.M.A. Smolders te vinden. De kerk raakte tijdens de Tweede Wereldoorlog zwaar beschadigd en werd gesloopt. Op dezelfde plek werd in 1955 de Sint-Johannes Geboortekerk gebouwd.

## Beschrijving
Het grafmonument bestaat uit een staande zuil, bekroond door een kruis staand op een halve bol. Op de zuil zijn, boven een eenvoudige sokkel, in de vlakken diverse voorstellingen in reliëf te zien: Aan de voorzijde daarvan twee wapenschilden, aan de rechter zijkant een tekst uit de Brief aan de Hebreeën (Hebr. 13:7) en aan de linker zijde vermeldt een inscriptie: 

BEGRAAFPLAATS VAN DE FAMILIE DER BEZITTERS VAN ONZENOORD EN NIEUWKUIK

Driehoekige frontons scheiden deze vlakken van de vlakken daarboven, waarin vanitassymbolen zijn geplaatst, zoals een urn, schedels en een zandloper, op de zijkant een ouroboros. In de lijsten daarboven is naast het opschrift "Memento mori" een aantal werktuigen in reliëf afgebeeld.
Voor de zuil ligt een natuurstenen dekplaat, waarop twee wapenschilden in reliëf aangebracht. Deze was jaren zoek en werd in 2005 toegevoegd aan het monument.

## Waardering
Het grafmonument werd in 2001 als rijksmonument in het Monumentenregister opgenomen. "Het grafmonument is van algemeen belang. Het heeft cultuurhistorisch belang wegens typologie en als voorbeeld van de katholieke grafcultuur. Het is van architectuurhistorisch belang wegens ornamentiek, vormgeving en materiaalgebruik. Het is gaaf bewaard gebleven."